# Reno Gazette-Journal
El Reno Gazette-Journal es un periódico diario de Reno (Nevada). Es propiedad de y está operado por Gannett Company.

## Historia
El periódico nació cuando el Nevada State Journal (fundado el 23 de noviembre de 1870) y el Reno Evening Gazette (fundado el 28 de marzo de 1876) se fusionaron el 7 de octubre de 1983. 
Speidel Newspapers compró la Gazette el 1 de octubre de 1939 y compró el Journal un mes después. Gannett compró Speidel Newspapers el 11 de mayo de 1977.
El 16 de abril de 2019, se encontró una edición del Nevada State Journal durante la apertura de una cápsula del tiempo de 1872 en la piedra angular de una logia masónica demolida en Reno.
En mayo de 2024, el periódico anunció que cambiará su servicio de mensajería por uno de entrega postal.